# Clismafilia
La clismafilia, derivante dalle parole greche κλύσμα ("clistere") e φιλία ("amore"), è una parafilia (chiamata anche enemafilia e clisterofilia) che consiste nell'eccitazione e nel desiderio sessuale derivante la pratica sessuale della somministrazione o nel somministrare un liquido nel canale rettale e nel colon, attraverso dei clisteri, di effettuarli ad altre persone o effettuarli autonomamente (quest'ultima è chiamata autoclismafilia). Essa solitamente viene accompagnata o seguita da una masturbazione e rientra anche nelle pratiche del BDSM.
Questa pratica viene fatta risalire all'epoca degli Egizi, dove venivano effettuati regolarmente per i possibili effetti terapeutici e curativi. Vi sono inoltre dei rischi per la salute, ad esempio, può essere introdotto nel canale rettale dell'aria durante la pratica che può causare delle embolie oppure possono essere molto pericolosi se questi clisteri vengono effettuati con alcool o caffè.